# Consolea corallicola
Consolea corallicola là một loài thực vật có hoa trong họ Cactaceae. Loài này được Small mô tả khoa học đầu tiên năm 1930.